# Jinošov
Jinošov är en ort i Tjeckien.   Den ligger i regionen Vysočina, i den sydöstra delen av landet, 160 km sydost om huvudstaden Prag. Jinošov ligger 472 meter över havet och antalet invånare är 317.
Terrängen runt Jinošov är platt. Runt Jinošov är det ganska tätbefolkat, med 56 invånare per kvadratkilometer. Närmaste större samhälle är Náměšť nad Oslavou, 3,7 km sydväst om Jinošov. Trakten runt Jinošov består till största delen av jordbruksmark.